# 컴퓨터 팬

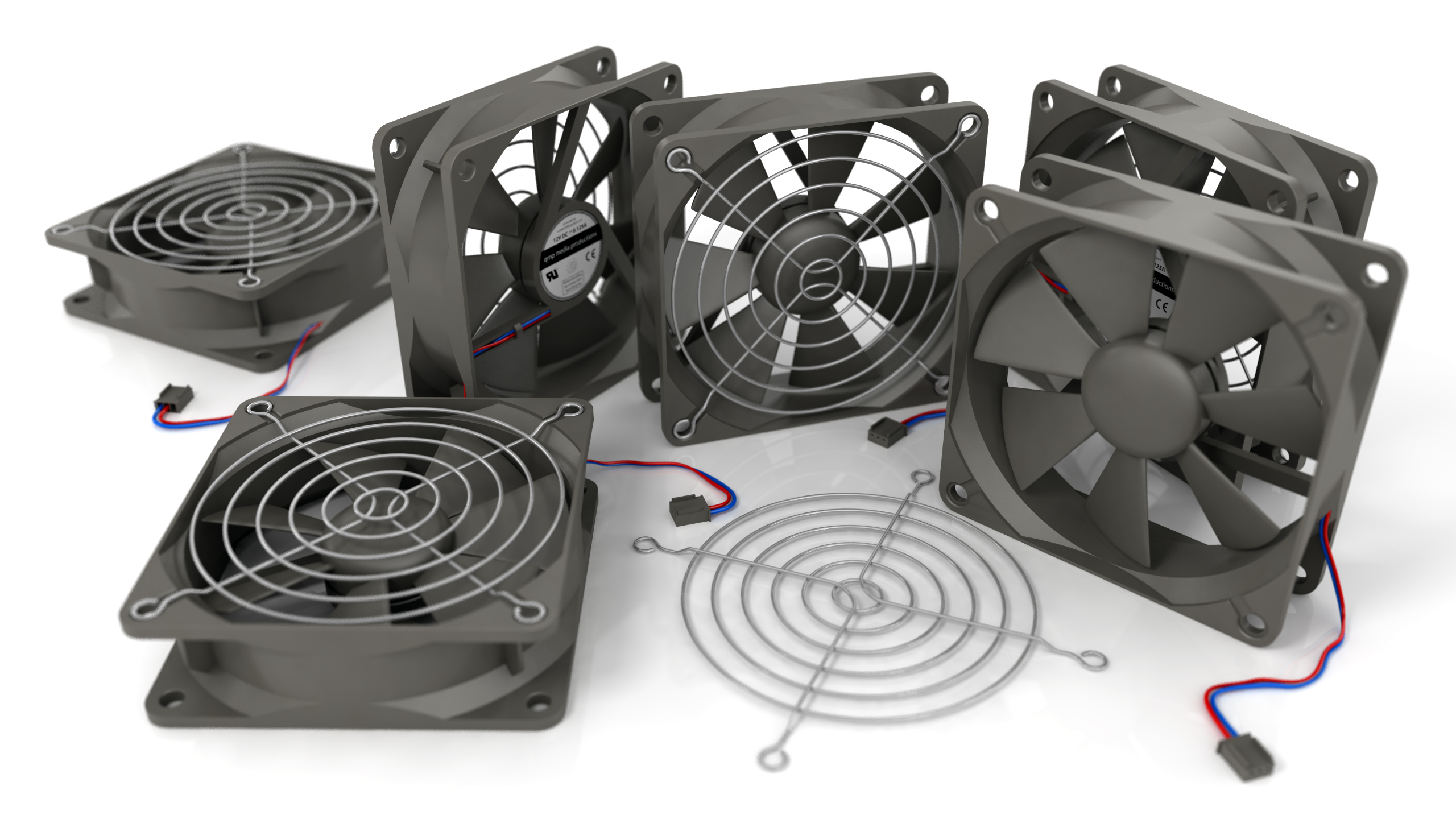
6개의 80mm 팬의 3D 묘사. 개인용 컴퓨터에 흔히 사용되는 팬의 일종이다.

컴퓨터 팬(computer fan)은 액티브 쿨링을 위해 컴퓨터 케이스의 내부나 케이스에 직접 부착하는 선풍기이다. 차가운 공기가 바깥에서 케이스 내부로 들어올 수 있게 하기 위해 사용한다. 또, 히트 싱크를 통해 안쪽으로부터 뜨거운 공기가 바깥으로 이동하여 특정 부품을 시원하게 만들어준다. 컴퓨터 팬은 82mm, 120mm(일반적), 140mm, 200~220mm 등 표준 크기로 출시된다. 컴퓨터 팬은 3핀 또는 4핀 팬 단자를 사용하여 전원을 공급받으며 통제된다.

## 대안
소음, 신뢰성, 환경 문제로 인해 팬이 바람직하지 않다면 대안이 일부 있다.
- 자연 대류 냉각
- 열을 케이스 바깥으로 빼는 히트파이프
- 언더볼트 또는 언더클럭
- 담그는 액체 냉각

그 밖의 방식은 다음과 같다:
- 수랭
- 광물유
- 액체 질소
- 냉장 (예: 열전 효과 장치를 통해)
- 이온 바람

## 같이 보기
- 선풍기
- 송풍기
- 컴퓨터 냉각